# Huisheim
Huisheim (schwäbisch: Huisi) ist eine Gemeinde im schwäbischen Landkreis Donau-Ries.

## Geografie
Nördlich des Ortes fließt der Angergraben vorbei, ein Zufluss der Wörnitz. Städte in der Nähe sind Wemding in 6 km Entfernung, Donauwörth (13 km) und Nördlingen (16 km).
Es gibt 16 Gemeindeteile (in Klammern ist der Siedlungstyp angegeben):
- Angermühle (Weiler)
- Frühlingsmühle (Einöde)
- Gosheim (Pfarrdorf)
- Haunzenmühle (Einöde)
- Herbermühle (Einöde)
- Huisheim (Pfarrdorf)
- Kriegsstatthof (Einöde)
- Lommersheim (Weiler)
- Markhof (Einöde)
- Mathesmühle (Einöde)
- Mittelmühle (Einöde)
- Pflegermühle (Weiler)
- Schwalbmühle (Einöde)
- Stadelmühle (Einöde)
- Stoffelmühle (Einöde)
- Ziegelhof (Einöde)

Es gibt die Gemarkungen Huisheim, Gosheim und Lommersheim.

## Geschichte

### Bis zur Gemeindegründung
Im 15./16. Jahrhundert unterstand der Ort dem Oberamt Alerheim der Grafen von Oettingen.
Huisheim war vor 1800 Pflegamt und gehörte zum Reichsstift Kaisheim. Seit dem Reichsdeputationshauptschluss von 1803 gehört der Ort zu Bayern. Bis 1826 hatte die Gemeinde Ronheim zu Huisheim gehört, danach wurde sie selbständig.

### Eingemeindungen
Im Zuge der Gebietsreform in Bayern wurde am 1. Mai 1978 die Gemeinde Gosheim samt ihren Gemeindeteilen Frühlingsmühle, Herbermühle, Kriegsstatthof, Lommersheim, Mathesmühle, Mittelmühle, Pflegermühle, Schwalbmühle, Stadelmühle und Stoffelmühle eingegliedert.

### Einwohnerentwicklung
| Jahr      | 1961 | 1970 | 1987 | 1991 | 1995 | 2000 | 2005 | 2010 | 2015 |
| Einwohner | 1274 | 1348 | 1448 | 1555 | 1625 | 1636 | 1659 | 1618 | 1570 |

Zwischen 1988 und 2018 wuchs die Gemeinde von 1483 auf 1640 um 157 Einwohner bzw. um 10,6 %.

## Politik und Öffentliche Verwaltung
Die Gemeinde ist Mitglied der Verwaltungsgemeinschaft Wemding.

### Bürgermeister
Erster Bürgermeister ist seit dem 1. Mai 2014 Harald Müller (SPD); dieser ist Nachfolger von Hermann Rupprecht (SPD) und wurde am 15. März 2020 mit 96,7 % wieder gewählt.

### Gemeinderat
Dem Gemeinderat der Amtszeit 2020–2026 gehören je drei Vertreter der CSU und der Unabhängigen Wähler Gosheim-Huisheim sowie je zwei Vertreter der SPD, der Parteifreien Wählergruppe und der Jungen Wählergemeinschaft an.

### Wappen
| Wappen von Huisheim | Blasonierung: „In Gold über einem linksgewendeten Mohrenkopf mit rotem Kragen, rotem Ohrring und roter Krone ein blauer blau gekrönter Großbuchstabe K, der von einem roten Halbmond und einer roten heraldischen Lilie beseitet ist.“ |
| Wappen von Huisheim | Wappenbegründung: Die Gemeinde Huisheim besteht seit 1978 aus den ehemals selbstständigen Gemeinde Huisheim und Gosheim. Die Gemeinde wünschte ein neues Wappen, das auf die Geschichte beider Orte eingeht. Der Großbuchstabe K weist auf die Reichsabtei Kaisheim hin, die 1516 eine Hälfte von Huishaum erwarb. Das Kloster war bereits seit 1237 oder 1240 im Ort begütert. Zur Unterscheidung von ähnlichen Abbildungen des Klosterwappens auf anderen kommunalen Hoheitszeichen wurden im Wappen von Huisheim die Farben des Klosterwappens umgekehrt. Halbmond und Lilie erinnern an das Stadtwappen von Wemding. Das städtische Spitalsstift war seit 1423 im Besitz des Kirchensatzes von Huisheim. Die Stadt gewann zunehmend Einfluss auf die Entwicklung des Ortes. Der Mohrenkopf aus dem Freisinger Hochstiftswappen weist darauf hin, dass Gosheim seit 793, also über 1000 Jahre, unter der Lehenshoheit des Hochstifts Freising stand. Dieses Wappen wird seit 1997 geführt. |

## Bauwerke
- Katholische Pfarrkirche St. Vitus

## Wirtschaft und Infrastruktur

### Wirtschaft einschließlich Land- und Forstwirtschaft
Nach der amtlichen Statistik gab es am 30. Juni 2019 in der Gemeinde 100 sozialversicherungspflichtig Beschäftigte. Von der Wohnbevölkerung standen 724 Personen in einem versicherungspflichtigen Beschäftigungsverhältnis. Damit lag die Zahl der Auspendler um 624 Personen über der Zahl der Einpendler.
2016 bestanden 40 landwirtschaftliche Betriebe. Von der Gemeindeflur waren 1373 ha landwirtschaftlich genutzt, davon waren 1059 ha Ackerfläche und 314 ha Dauergrünfläche.

### Bildung
2019 gab es folgende Einrichtung:
- Kindertagesstätte mit 65 Betreuungsplätzen, von denen 64 belegt waren.

## Persönlichkeiten
Ehrenbürger
- Walter Barsig (1932–2012), Lehrer und Gemeinderat
- Werner Schiedermair (1942–2025), Ministerialbeamter